# Dekanat pilzneński
Dekanat pilzneński (cz.: Plzeňský děkanát) – jeden z 7 dekanatów w greckokatolickim egzarchacie apostolskim Republiki Czeskiej.

## Parafie
W skład dekanatu wchodzą 2 parafie:
1. parafia św. Mikołaja – Pilzno
2. parafia św. Andrzeja – Karlowe Wary

## Sąsiednie dekanaty
czeskobudziejowicki, praski, liberecko–chomutowski